# Fannia rokkoensis
Fannia rokkoensis är en tvåvingeart som beskrevs av Nishida 2004. Fannia rokkoensis ingår i släktet Fannia och familjen takdansflugor. Inga underarter finns listade i Catalogue of Life.